# Élections législatives luxembourgeoises de 1893
Les élections législatives de 1893 ont eu lieu au scrutin indirect le 13 juin 1893 afin de renouveler vingt des quarante-trois membres de la Chambre des députés. 

## Composition de la Chambre des députés
| Circonscription | Sièges | Députés                         |
| --------------- | ------ | ------------------------------- |
| Capellen        | 3      | Edouard Hemmer (lb)             |
| Capellen        | 3      | Théodore Risch (lb)             |
| Capellen        | 3      | Émile Metz (lb)                 |
| Clervaux        | 3      | Émile Prüm (lb)                 |
| Clervaux        | 3      | Jean-Pierre Jérôme Thinnes (lb) |
| Clervaux        | 3      | Nicolas Cariers                 |
| Diekirch        | 4      | Félix de Blochausen             |
| Diekirch        | 4      | Émile Salentiny (lb)            |
| Diekirch        | 4      | Jean-Pierre Scholtes (lb)       |
| Diekirch        | 4      | Pierre Pemmers (lb)             |
| Grevenmacher    | 3      | Philippe Bech (lb)              |
| Grevenmacher    | 3      | Félix Putz (lb)                 |
| Grevenmacher    | 3      | Mathias Mehlen                  |
| Luxembourg      | 3      | Dominique-Alexis Brasseur       |
| Luxembourg      | 3      | Émile Servais (lb)              |
| Luxembourg      | 3      | Charles-Jean Simons (lb)        |
| Redange         | 3      | Bernard Krier                   |
| Redange         | 3      | Léopold Bian (lb)               |
| Redange         | 3      | Jean Orianne                    |
| Vianden         | 1      | Nicolas-Victor Hess             |